# Samsung Z2
Samsung Z2 — смартфон производства Samsung. Это третий смартфон с операционной системой Tizen после Samsung Z1 и Samsung Z3. Он был выпущен 29 августа 2016 года.
Его преемник Samsung Z4 был выпущен в мае 2017 года.

## Технические характеристики

### Аппаратное обеспечение
Galaxy Z2 работает на базе Exynos. 3475 SoC, включающий четырехъядерный 1,3 ГГц ARM Cortex-A7 CPU, ARM Mali-T720 GPU и 1 ГБ RAM. Внутренняя память объемом 8 Гб может быть увеличена до 256 Гб с помощью microSD.
Он оснащен 4,7-дюймовым дисплеем Super AMOLED. Задняя камера имеет 5 мегапикселей со LED вспышкой, диафрагмой f/2.2 и автофокус; фронтальная камера имеет 2 мегапикселя с диафрагмой f/2.2.

### Программное обеспечение
Galaxy Z2 поставляется с операционной системой Tizen и пользовательским интерфейсом Samsung TouchWiz.